# Uroptychus joloensis
Uroptychus joloensis is een tienpotigensoort uit de familie van de Chirostylidae. De wetenschappelijke naam van de soort is voor het eerst geldig gepubliceerd in 1939 door Van Dam.